# El Nogué (Calldetenes)
El Nogué és una masia de Calldetenes (Osona) inclosa a l'Inventari del Patrimoni Arquitectònic de Catalunya.

## Descripció
Petita masia de planta rectangular coberta a dues vessants amb el carener perpendicular a la façana, orientada cap a migdia. Consta de planta baixa i primer pis. Es veuen dues etapes constructives ben diferenciades: la dreta més antiga que l'esquerre. La façana presenta un portal rectangular de pedra, una finestra amb reixa, una espiera i un altre portal amb llinda de fusta. Al primer pis hi ha finestres amb l'ampit motllurat. Una part del ràfec del teulat conserva rajoletes. L'edificació presenta diversos cossos annexes que fan difícil veure l'estructura amb claredat. L'interior conserva una gran llar de foc i forn, també una escala amb graons de pedra. També hi ha grossos cavalls de fusta de roure. L'estat de conservació es força bo.

## Història
Masia que la trobem registrada en el Nomenclàtor de la província de Barcelona de l'any 1860. Consta com a "Masia casa labranza".